# آبشار بیریونگ
آبشار بیریونگ (به لاتین: Biryong Falls) یک آبشار در کره جنوبی است که در پارک ملی سئوراکسان واقع شده‌است.